# Robert Abbot
Robert Abbot (ur. w 1560 w Guildford, zm. 2 marca 1617 w Salisbury) – biskup Salisbury, angielski teolog anglikański, zwolennik doktryny purytańskiej. Był zaciętym przeciwnikiem papiestwa i występował przeciwko dziełu Bellarmina o władzy papieskiej.

## Życiorys
Urodził się w rodzinie tkacza. Był starszym bratem George’a Abbota, anglikańskiego prymasa Anglii. Był kapelanem i kaznodzieją w Worcester. W 1612 został profesorem teologii Balliol College Uniwersytetu w Oksfordzie. Od 1615 piastował funkcję Biskupa Salisbury. Odnowił zniszczoną katedrę i wykazywał się troską o warunki życia mieszkańców diecezji. 

## Myśl teologiczna
Mimo że dzielił z bratem głęboką, zbliżającą się do purytanizmu niechęć do „papistów”, jako teolog Abbot odznaczył się wysoką kulturą polemiczną, okazując się godnym przeciwnikiem jezuickiego teologa Andreasa Eudaemona-Joannesa. 
Jego główne dzieła, wydane w Londynie to: 
- Mirror of Popish Sutletis (1594),
- Antichristii demonstratio (1604),
- Defence of the Reformed Catcholics of Mr. Williams Perkins (t. I-III 1606-1609),
- De gratia et perseverantia sanctorum (1618),
- De suprema potestate regia (1619).